# Изяслав Давыдович (сын Давыда Ростиславича)
Изяслав Давыдович (ок. 1164/1170 — вскоре после 1184) — княжич из смоленской ветви Мономаховичей, сын Давыда Ростиславича Смоленского от первой жены.

## Биография
В летописи упомянут единственный раз как участник похода 1184 года против половцев. Вероятно, вскоре после этого умер. Возможно, княжил в Вышгороде с 1180 года.

## Семья
По мнению Д. Домбровского именно он (а не его старший брат Мстислав) был женат на дочери половецкого хана Толгуя. Брак должен был состояться около 1180 года, во всяком случае до 1184 года. Сведений о детях нет.